# Bahnhof Effingen

Der Bahnhof Effingen entstand seinerzeit auf 461 m ü. M. als Bestandteil der 1875 eröffneten Bözbergbahn beim Westportal des Bözbergtunnels. Infolge des neuen Bahnareals musste die Sissle kanalisiert werden.
Vormals verband eine Postautolinie den Bahnhof mit dem Dorfkern von Effingen und Elfingen. Der Bahnhof verfügt über einen Güterschuppen, ein Stationsbüro, das heute nicht mehr in Betrieb ist, und eine einstige Dienstwohnung für den Bahnhofsvorstand. Er wurde mit den Regionalzügen bedient, die zwischen Brugg und Basel verkehrten.
Am 30. Juli 1988 stiess in Effingen die Ae 6/6-Lokomotive Nr. 11413, die den Güterzug Nr. 53048 führte, mit einer Baumaschine zusammen. Die Lokomotive wurde in Bellinzona revidiert.

## Der Bahnhof heute
Als Sparmassnahme der Schweizerischen Bundesbahnen wurde im Jahr 1993 der Regionalverkehr zwischen Frick und Brugg eingestellt. Die Bahnunterführung ist nach wie vor Teil eines Wanderwegs. Der Durchgang zum Bahnsteig, der «nur» den Reisenden in Fahrtrichtung Brugg gedient hatte, wurde zugemauert. Somit wurde der Bahnhof Effingen ein Geisterbahnhof.

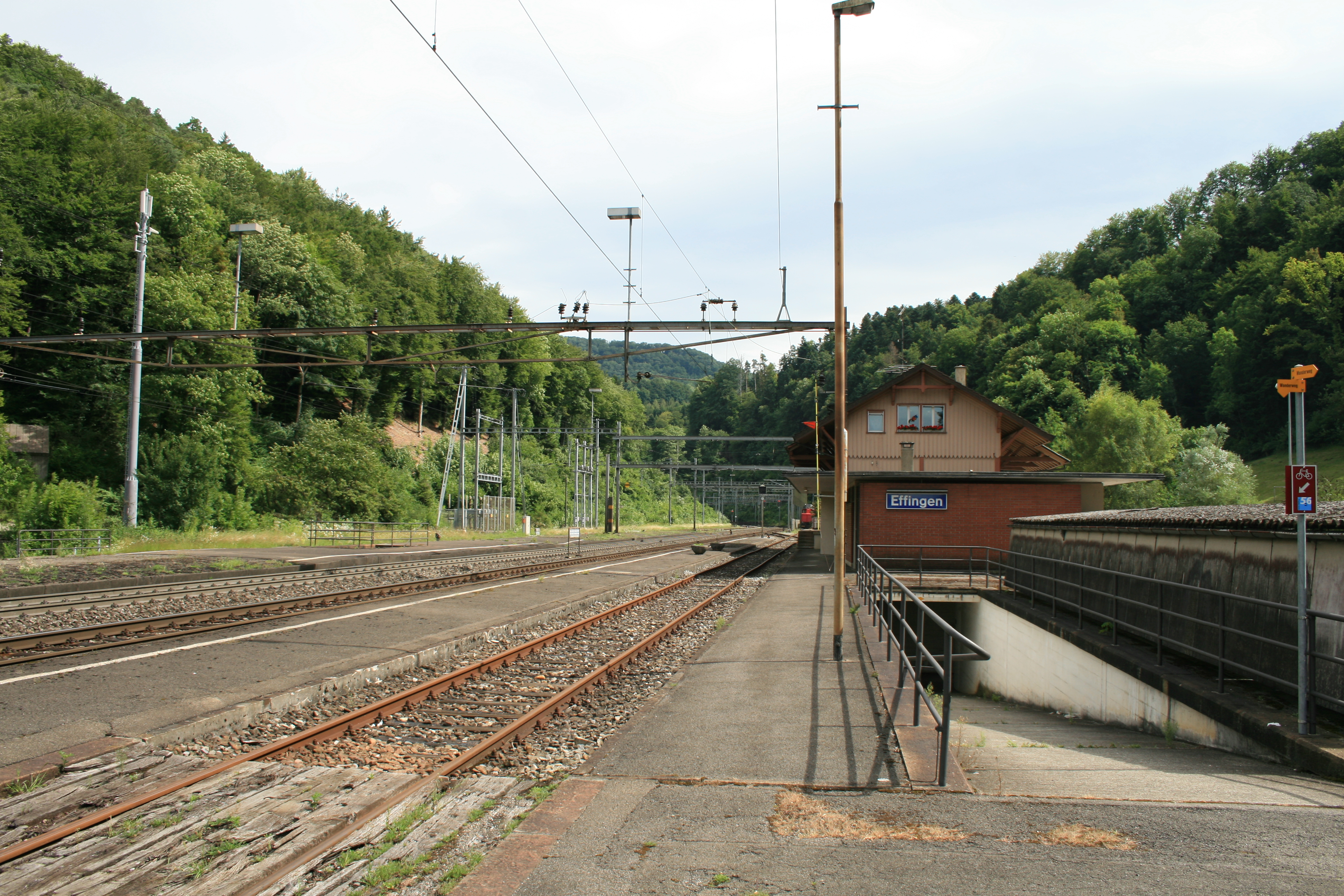
Bahnhof Effingen (2008)

Der Bahnhof liegt fernab des Dorfkerns von Effingen, bei der Gemeindegrenze zu Zeihen. Das Postauto der Linie Effingen-Zeihen-Herznach fuhr während etlichen Jahren zu Randzeiten und am Sonntag nur auf Verlangen (sogenannter Rufbus). Mit dem Fahrplanwechsel im Dezember 2011 wurde das Rufbussystem aufgehoben, wodurch keine vorherige (telefonische) Reservation mehr notwendig ist. Beim Tunneleingang steht heute eine militärische Anlage. Dort erarbeiten sich die Sappeure den Gleisbau und erproben so den Ernstfall.